# مكملات غذائية لبناء الأجسام

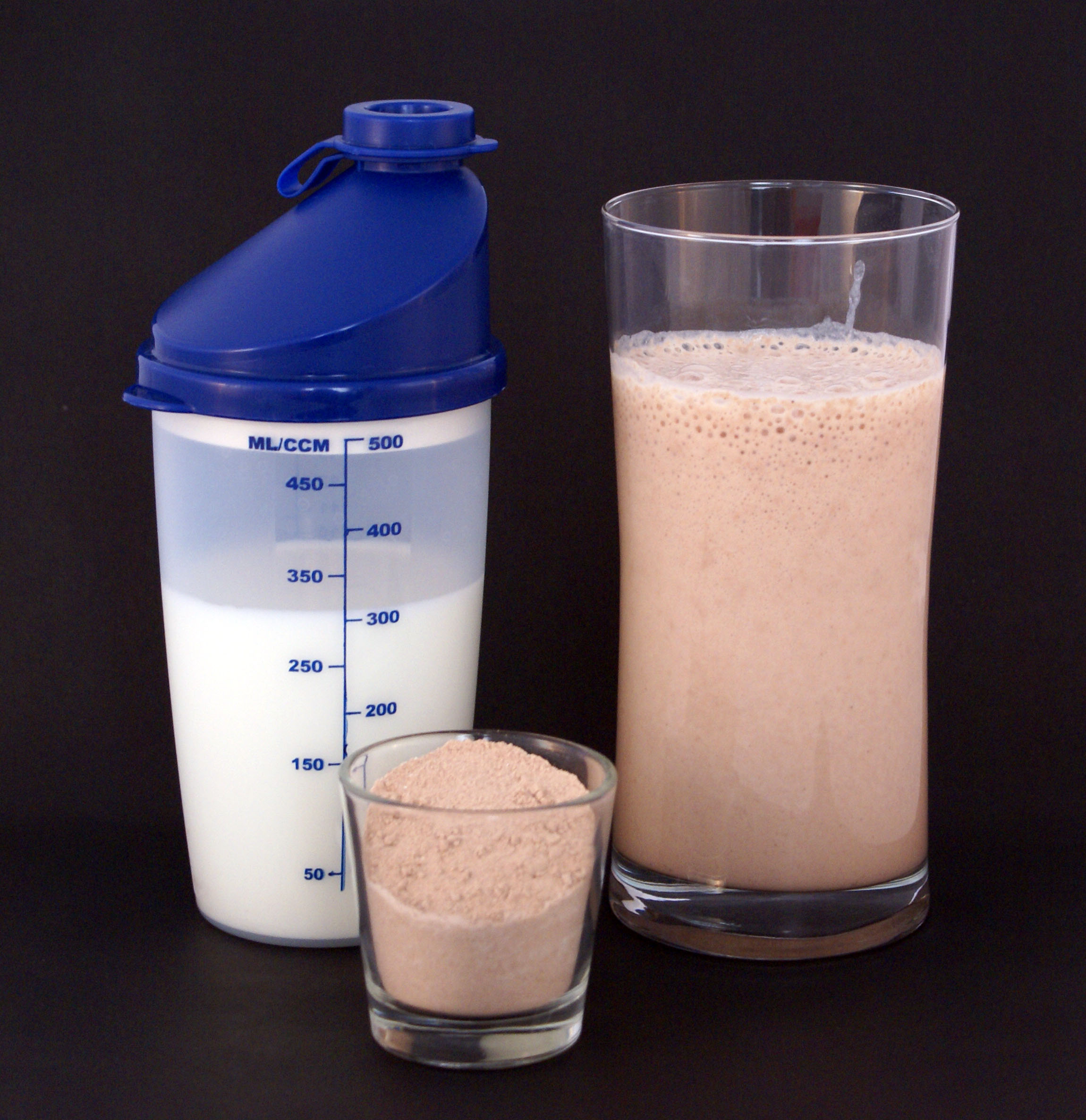

المكملات الغذائية لبناء الأجسام هي مكملات غذائية يُشاع استخدامها بين من يقومون برياضة بناء الأجسام أو رفع الأوزان الثقيلة أو الفنون القتالية المختلطة من أجل تسريع عملية ازدياد الكتلة العضلية في أجسامهم. والهدف هو زيادة العضلات ووزن الجسم وتحسين الأداء الرياضي، وفي بعض الرياضات تهدف أيضًا إلى تقليل نسبة الدهون في الجسم لإبراز تفاصيل العضلات أكثر. من أكثرها استخدامًا: المشروبات الغنية بالبروتين والأحماض الأمينية متفرعة السلسلة والغلوتامين والأرجينين والأحماض الدهنية الأساسية وحمض بيتا-هيدروكسي بيتا-ميتيل بيوتريك (HMB) ومنتجات خسارة الوزن. تُباع المكملات الغذائية كمستحضرات من مكون واحد أو على هيئة «خلطة» مؤلفة من مزيج من مكملات غذائية عديدة يتم التسويق لها بمقدرتها على إعطاء نتائج داعمة. تُستهلك العديد من المكملات الغذائية الخاصة ببناء الأجسام من قبل عامة الناس إلا أن تكرار استخدامها سيختلف عندما تستخدم بشكل خاص لبناء الأجسام. جاء في إحدى تحليلات البيانات خلاصة مفادها أنه بالنسبة للرياضيين المشتركين بتدريب لتمارين المقاومة ويستهلكون مكملات البروتين لفترة زمنية متوسطها، ثلاثة عشر أسبوعًا، سينتج عن إجمالي استهلاك البروتين اليومي بمقدار 1.6غ لكل كغ من وزن الجسم ازديادًا في القوة والكتلة العضلية دون دهون، إلا أن تناول كميات أكبر لن يعطي نتائج أفضل.

## تاريخيًا
نُصِح الرياضيين في اليونان القديم بتناول كميات كبيرة من اللحم والنبيذ. استُخدمت العديد من المقويات والخلطات العشبية من قبل الرجال الأقوياء والرياضيين منذ عصور قديمة عبر الحضارات، وذلك لزيادة قوتهم ومقدرتهم على التحمل. وفي العقد الثاني من القرن العشرين، اعتبر يوجين ساندو أول لاعب حديث لكمال الأجسام في الغرب، ونُصح بضبط الغذاء لتعزيز نمو العضلات. لاحقًا جاء لاعب كمال الأجسام إيرل ليدرمان بنصيحة استخدام «عصير لحم البقر» أو «خلاصة لحم البقر» (حساء الكونسموية بشكل أساسي) كطريقة لتعزيز شفاء العضلات. وفي خمسينات القرن العشرين أصبحت رياضة كمال الأجسام ترفيهية وذات طابع تنافسي مع ازدياد في شعبيتها، فقام إرفن بي جونسن بالترويج والتسويق لمساحيق بروتين مصنعة من البيض لبيعها للاعبي رياضة كمال الأجسام والرياضيين. شهدت فترة السبعينات والثمانينات من القرن العشرين ازديادًا ملحوظًا في نمو صناعة المكملات الغذائية لكمال الأجسام، ودعمتها تقنيات تسويق حديثة وزادت رياضة كمال الأجسام بصفتها أمرًا ترفيهيًا.
في أكتوبر 1994 اعتُمد قانون الصحة والتعليم للمكملات الغذائية من بين قوانين الولايات المتحدة الأميركية. وبموجب هذا القانون، انتقلت مسؤولية تحديد سلامة المكملات الغذائية من الحكومة إلى المُصنّع ولم تعد المكملات الغذائية بحاجة لموافقة إدارة الغذاء والدواء قبل توزيعها كمنتج. ومنذ ذاك الحين لم يتوجب على المصنعين تقديم ثبوتية إدارة الغذاء والدواء ليثبتوا السلامة والفعالية، إلا إذا أضافوا مكونًا غذائيًا جديدًا. اعتُقِد أن قانون الصحة والتعليم للمكملات الغذائية قد رسخ مكانة صناعة المكملات الغذائية وأدى إلى زيادة في بيع المنتجات.

## الجدل

### سوء التسمية والغش
ترتكز عدة ادعاءات بشكل علمي على عمليات كيميائية حيوية أو فيزيولوجية، لكن استخدامها في مصطلحات كمال الأجسام غالبًا ما تسوده صبغة معتقدات كمال الأجسام مع التسويق الصناعي، وعليه قد تبتعد بشكل ملحوظ عن الاستخدامات العلمية التقليدية للمسميات. بالإضافة إلى ذلك، وُجد في عدة مرات أن المكونات المذكورة على المنتج تختلف عن محتواه. في 2015 نشرت «تقارير المستهلكين» تقريرًا أفاد بوجود مستويات غير آمنة من الزرنيخ والكاداميوم والرصاص والزئبق في العديد من مساحيق البروتين التي اختُبرت.
في الولايات المتحدة، لا يحتاج مصنعي المكملات الغذائية لتقديم دليل عن سلامة منتجهم لإدارة الغذاء والدواء قبل تسويقه. وكنتيجة لذلك تفشت المنتجات المغشوشة التي تحوي مكونات غير قانونية واستمرت بالتزايد. وفي عام 2013 احتوى ثلث المكملات الغذائية التي فُحصت على ستيرويدات غير مسجلة. وفي وقت لاحق، ازداد انتشار المنشطات المصممة والتي تحمل مخاطر دوائية وصحية.

### المشاكل الصحية
أفادت إدارة الغذاء والدواء في الولايات المتحدة بوجود 50 ألف مشكلة صحية سنويًا بسبب تناول المكملات الغذائية وفي غالبها مكملات كمال الأجسام. فمثلًا، يحتوي المكمل الغذائي «الطبيعي» كريز، الذي يحظى بمبيعات كبيرة في مخازن مثل ولمارت وأمازون والمصنف بأنه «المكمل الغذائي الجديد لعام 2012»، على إن ألفا دايثيل فينيل ثيلامين، وهو نظير ميثا إمفيتامين. أما المنتجات الأخرى من مات كاهيل، فاحتوت على مواد خطيرة مسببة للعمى ولأذية الكبد، ويقول الخبراء أن كاهيل يمثل كل هذه الصناعة.

### تضر الكبد
تبلغ نسبة انتشار أذية الكبد جراء تناول المكملات الغذائية والنباتية حوالي 16-20% من كل منتجات المكملات الغذائية المؤذية، وتزداد الحالات عالميًا في أوائل القرن الحادي والعشرين. تشمل حالات الأذية الكبدية من تناول مكملات كمال الأجسام وفقدان الوزن تضرر خلايا الكبد الذي ينتج عنه اليرقان. المكونات الأكثر شيوعًا في هذه المكملات هي الكاتاتشن من الشاي الأخضر، وهو منشط بنائي، بالإضافة إلى المستخلص العشبي الأيجيلين.

### غياب الفعالية
يقول البعض أن الدلائل ضعيفة بخصوص وجود منافع لاستخدام بروتين كمال الأجسام أو مكملات الأحماض الأمينية، ناهيك عن أن لها مخاطر محتملة. خلص استجواب في عام 2005 إلى أنه: «في غياب الأدلة الضرورية لإثبات العكس، لا ينصح بإعطاء البالغين الأصحاء أي بروتينات غذائية إضافية أثناء قيامهم بتمارين التحمل أو المقاومة». وفي خصوص هذا الخلاف، خلص استعراض للتحليلات عام 2017 إلى أنه بالنسبة للرياضيين الذين يقومون بالتدرب على تمارين المقاومة ويستهلكون مكملات البروتين لما يقارب 13 أسبوعًا، بحيث يتناولون يوميًا ما يصل إلى 1.6غ لكل 1كغ من وزنهم، قد نتج عن ذلك ازديادًا في القوة والكتلة خالية الدهون (أي العضلات)، إلا أن تناول كميات أكبر لن يعطي نتيجة إضافية. كان ازدياد العضلات واضحًا من حيث الإحصاءات لكنه قليل فبلغ متوسطه 0.3 لكل التجارب و1.0 إلى 2.0 كغ في حال كان تناول البروتين يوميًا بمقدار 1.6 غ (أو أكثر) لكل كيلوغرام.

## البروتين
قد يدعم لاعبي كمال الأجسام حميتهم بتناول مكملات البروتين لأجل منفعتها، وكلفتها الأقل (نسبة إلى منتجات اللحوم والأسماك) وسهولة التحضير وتجنب تناول النشويات والدهون المتداخلة. يقول البعض أن لاعبي كمال الاجسام يحتاجون كميات بروتين أكثر من الحدود المتوسطة بسبب تدريبهم المميز وأهدافهم لتعزيز نمو العضلات بأقصى حد ممكن. على أي حال، لا يوجد إجماع علمي على حاجة لاعبي كمال الأجسام لاستهلاك كميات بروتين أكثر من الحد الطبيعي الموصى به غذائيًا. تباع مكملات البروتين على هيئة مشروبات جاهزة وألواح ومنتجات بديلة للوجبات، ولقيمات وشوفان وجل ومساحيق. تعد مساحيق البروتين الأكثر شيوعًا وقد يضاف لها منكهات لجعلها مستساغةً أكثر. غالبًا ما يمزج المسحوق مع الماء أو الحليب أو عصير الفاكهة ويتم تناوله مباشرة قبل أو بعد التمرين أو كبديل لوجبة. تختلف مصادر البروتين في نوعية البروتين بالاعتماد على محتوى الأحماض الأمينية، وهي كما يلي:
- الواي بروتين (بروتين مصل اللبن): يحتوي على نسب عالية من كل الأحماض الأمينية الأساسية والأحماض الأمينية متفرعة السلسلة. تحوي أيضًا أعلى محتوى من الحمض الأميني سيستين الذي يساعد في التخليق الحيوي للغلوتاثيون. بالنسبة للاعبي كمال الأجسام، يقدم الواي بروتين الأحماض الأمينية المساعدة في تعافي العضلات. يُستحضر هذا البروتين من عملية تحويل الحليب إلى جبن، وهناك ثلاثة أنواع منه: مركز الواي والواي المنفصل والواي المحلمأ. يعتبر مركز الواي 29-89% بروتين من وزنه، بينما الواي المنفصل هو أكثر من 90% بروتين من وزنه. أما الواي المحلمأ فيتم هضمه مسبقًا بوساطة أنزيمات وبالتالي هو الأكثر سهولة في الهضم بين كل أنواع البروتين.[26]
- كوبين بروتين (أو بروتين الحليب) فيها غلوتامين وكاسومورفين. يقول بعض خبراء التغذية أن طرح الكالسيوم بكميات كبيرة قد يكون ناتجًا عن زيادة مقابلة في امتصاص الكالسيوم، الذي يحفز البروتين، ضمن الأمعاء.[26]